# Caius Genucius Clepsina
Pour les articles homonymes, voir Genucius Clepsina.
Caius Genucius Clepsina est un homme politique romain, de la première moitié du IIIe siècle av. J.-C. Il est le premier membre de sa famille à être consul.
Il est consul en 276 avec Quintus Fabius Maximus Gurges, puis de nouveau en 270 av. J.-C. avec Cnaeus Cornelius Blasio. Selon Orose et Denys d'Halicarnasse, il soumet la ville de Rhêgion en Campanie cette année-là et célèbre son triomphe.
Son frère Lucius Genucius Clepsina est consul en 271 av. J.-C.